# 果心居士
果心居士（かしんこじ、生没年不詳）は、室町時代末期に登場した幻術師。七宝行者とも呼ばれる。織田信長、豊臣秀吉、明智光秀、松永久秀らの前で幻術を披露したと記録されているが、実在を疑問視する向きもある。

## 人物
安土桃山時代末期のものとされる愚軒による雑話集『義残後覚』には、筑後の生まれとある。大和の興福寺に僧籍を置きながら、外法による幻術に長じたために興福寺を破門されたという。その後、織田信長の家臣を志す思惑があったらしく、信長の前で幻術を披露して信長から絶賛されたが、仕官は許されなかったと言われている。居士の操る幻術は、見る者を例外なく惑わせるほどだったという。
また、江戸時代の柏崎永以の随筆『古老茶話』によると、慶長17年（1612年）7月に、因心居士というものが駿府で徳川家康の御前に出たという。家康は既知の相手で、「いくつになるぞ」と尋ねたところ、居士は88歳と答えた。また天正12年（1584年）6月、その存在を危険視した豊臣秀吉に殺害されたという説もある。

## 幻術

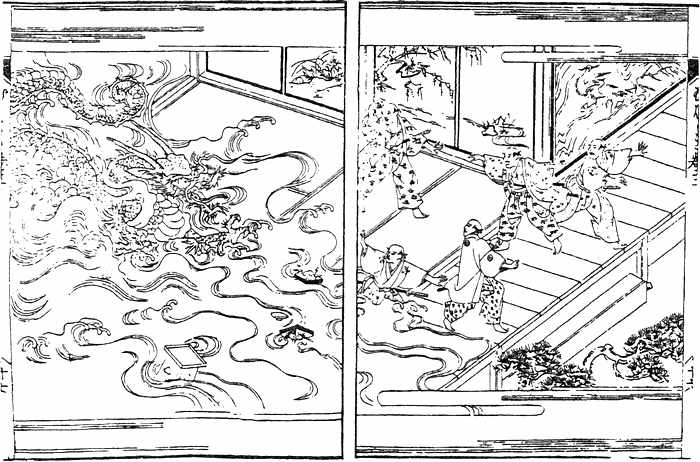
林義端『玉箒木』より「果心居士幻術の事」

伝えられる果心居士の幻術は、次のようなものである。
- 猿沢池の水面に笹の葉を放り投げると、笹の葉がたちまち魚となって泳ぎ出した[2]。
- 上記の術を信用しようとしない男の歯を楊枝でひとなですると、とたんに歯が抜け落ちんばかりにぶら下がった[2]。
- 松永久秀とは特に親交があり、久秀が「幾度も戦場の修羅場をかいくぐってきた自分に恐ろしい思いをさせることができるか」と挑んだところ、数年前に死んだ久秀の妻の幻影を出現させ、震え上がらせた[3]。松永が止めさせると、それは果心自身だった[4]。
- 豊臣秀吉に召されたとき、果心居士は秀吉が誰にも言ったことのない過去の行いを暴いたために不興を買い、捕らえられて磔に処された。しかしこの時、果心居士は鼠に姿を変えて脱出し、それを鳶がくわえてどこかに飛び去ったともいう[5]。
- 果心居士は地獄を描いた一幅のみごとな絵を持っていて、それを前に群衆に説法し、喜捨を募って生活していた。織田信長がその絵を所望したが断られたので、信長の家臣が淋しい場所で居士を斬り殺し、絵を奪った。信長がその絵を広げると、絵はただの白紙になっていた。
- しばらくのち、死んだはずの果心居士がもとのように絵を見せて説法をしているという情報が届いた。信長の前に連れてこられた居士は「正当な代金をお支払いくだされば、絵は元の場所に戻るでしょう」と答えた。信長が金百両を支払うと、白紙の画面に、ふたたび絵が現れた。
- 明智光秀は果心居士の評判を聞き、屋敷に呼んで酒を振舞った。酔った彼はお礼に術を見せましょうと言い、座敷の湖水を描いた屏風の中の、遠景の小舟を手招きした。すると屏風から水があふれ出し、座敷は水浸しになった。果心居士が屏風から座敷に漕ぎ出てきた舟に乗り込むと、舟はふたたび絵の中に戻り、小さくなって姿を消した。それ以来、彼は二度と日本に現れることはなかった[6][注釈 1]。